# Франсуа-Оґюст Міньє
Франсуа-Оґюст Міньє́ (фр. François-Auguste Mignet; 8 травня 1796, Екс-ан-Прованс — 24 березня 1884, Париж) — французький історик і правник. Член Французької академії.

## Життя
Міньє до 1815 року студіював у Авіньйоні, а потім ще три роки в університеті Екс-Марсель. 1821 року він і його друг Адольф Тієр, теж історик, переїхали до Парижа, де МІньє працював журналістом. 1824 року вийшла друком його двотомна історія Французької революції (Histoire de la révolution française) — твір, який разом із однойменною книгою Тієра донині має значний вплив на сприйняття Французької революції в історичній перспективі.
Римо-католицька конгрегація віри указом від 5 вересня 1825 року занесла цю його працю до індексу заборонених книг. 1830 року Міньє був причетний до липневої революції як співавтор петиції проти короля Карла X. За Луї Філіпа, з 1830 до 1848 року був директором міністерського архіву (« Archives au ministère des Affaires»). З 1832 року був обраний до новоствореної Академії моральних і політичних наук, а 1836 року зайняв посаду довічного секретаря цієї академії. 29 грудня 1836 року був обраний до Французької академії, 1876 року став членом Американської академії мистецтв і наук.

## Праці

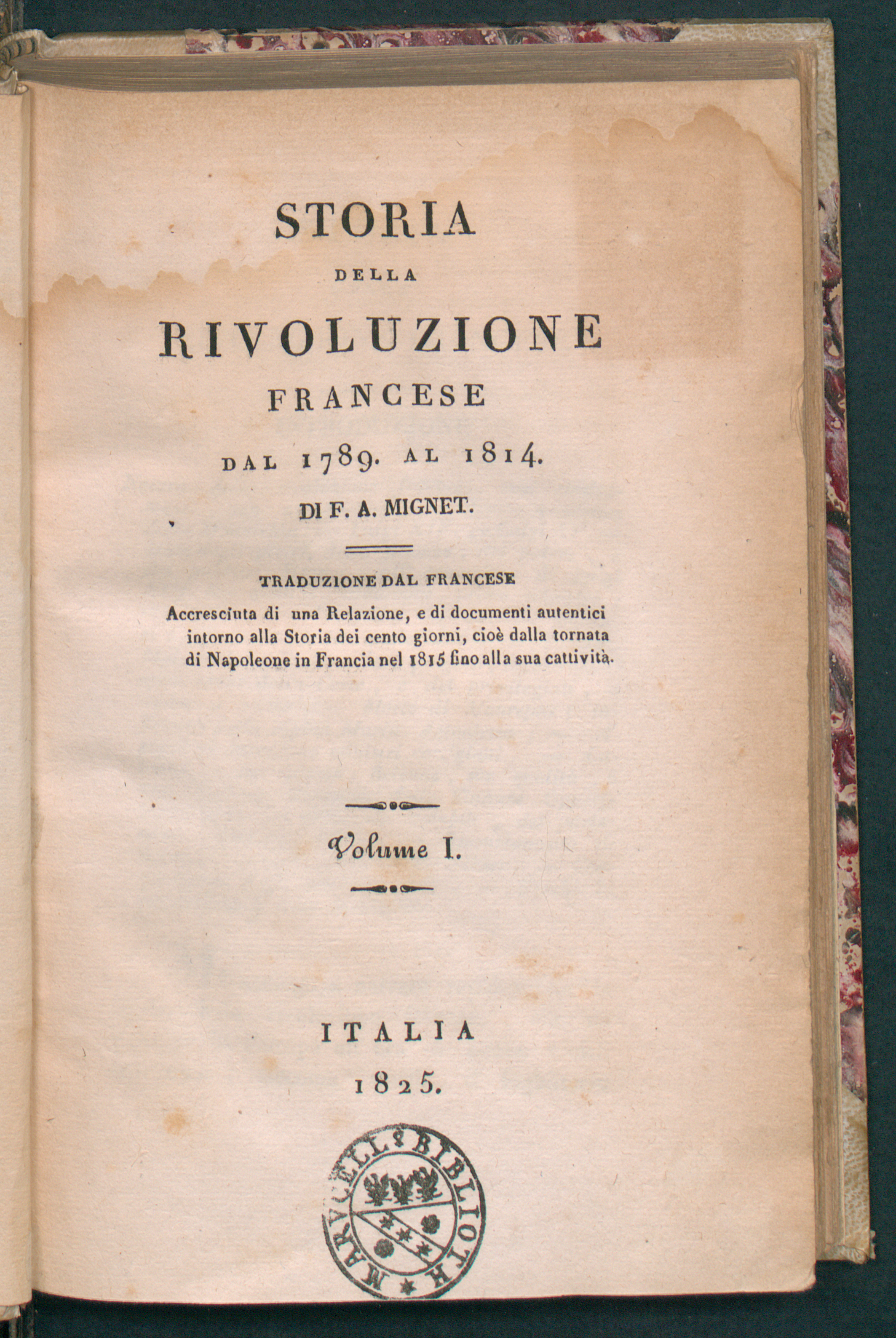
Histoire de la Révolution française depuis 1789 jusqu'en 1814

- De la féodalité des institutions de Louis IX., Paris 1822
- Histoire de la révolution française, Paris 1824
- Histoire de la révolution française, 10-те видання, 1840
- Histoire de la ligue, Paris 1829, 5 томів.
- Histoire de la réformation, Paris 1833
- Notices et Mémoires historique, Paris 1843
- Antonio Perez et Philippe II., Paris 1845
- Notices historique sur la vie et les travaux de M. Rossi, Paris 1849
- Histoire de Marie Stuart, Paris 1850, 2 томи.
- La Rivalité de François Ier et de Charles-Quint, 1875